# José Ángel Saiz Meneses
José Ángel Saiz Meneses (ur. 2 sierpnia 1956 w Sisante) – hiszpański duchowny katolicki, biskup Terrassy w latach 2004–2021, arcybiskup metropolita Sewilli od 2021.

## Życiorys
Święcenia kapłańskie otrzymał 15 lipca 1984 i został inkardynowany do archidiecezji Toledo. Przez pięć lat pełnił funkcje wikariusza w różnych parafiach archidiecezji, był także kapelanem szpitala w Valladolid.
W 1989 przeniósł się do Barcelony i w 1994 uzyskał inkardynację do tamtejszej archidiecezji. Był m.in. duszpasterzem akademickim przy miejscowym Uniwersytecie Autonomicznym, asystentem diecezjalnym ruchu Cursillos de Cristiandad, a także sekretarzem generalnym i kanclerzem kurii archidiecezjalnej.

### Episkopat
30 października 2001 papież Jan Paweł II mianował go biskupem pomocniczym archidiecezji barcelońskiej, ze stolicą tytularną Selemselae. Sakry biskupiej udzielił mu 15 grudnia 2001 kard. Ricardo María Carles Gordó.
15 czerwca 2004 został pierwszym biskupem nowo powstałej diecezji Terrassa. Ingres odbył 25 lipca tegoż roku.
17 kwietnia 2021 papież Franciszek mianował go arcybiskupem metropolitą Sewilli. Ingres odbył 12 czerwca 2021.
25 listopada 2023 papież Franciszek mianował go członkiem Dykasterii ds. Świeckich, Rodziny i Życia.